# Chanel (Frank Ocean)
Chanel è un singolo del cantautore statunitense Frank Ocean, pubblicato il 10 marzo 2017 come secondo estratto nella seconda puntata del programma radio Blonded Radio.

## Descrizione
Il 10 marzo 2017, è stato rivelato che Ocean avrebbe pubblicato in giornata il suo secondo singolo del 2017. Un remix con la collaborazione del rapper statunitense ASAP Rocky è stato presentato insieme al singolo nel programma radio.